# Třída Chamsuri 211
Třída Chamsuri 211 (jinak též třída Chamsuri II) je třída raketových hlídkových lodí námořnictva Korejské republiky. Lokální označení třídy jsou Future patrol killer (PKX) a Guided-missile patrol killer (PKG). Realizována je stavba dvou variant rychlých hlídkových lodí. Tato třída (PKG-B, nebo též PKX-B) je menší a nahradí hlídkové čluny třídy Chamsuri. Ve službě je doplňují ještě větší rychlé hlídkové čluny třídy Yoon Youngha (PKG-A, nebo PKX-S). Ty mají výtlak téměř 500 tun a převezmou část úkolů plněných korvetami třídy Pchohang.
Hlavním úkolem plavidel je ochrana námořní hranice s KLDR, která ji neuznává a místy na ní dochází k ozbrojeným střetům. Plavidla jsou specializována právě na likvidaci rychlých člunů a vznášedel severokorejského námořnictva. Byly u nich využity zkušenosti z první a druhé bitvy o Yeonpyeong.
Prvních šestnáct jednotek první série Batch I bylo na vodu spuštěno v letech 2016–2022. Poté výroba přešla na vylepšenou druhou sérii Batch II, které bylo do roku 2025 objednáno dvanáct kusů.

## Stavba
Celou třídu staví jihokorejskou loděnicí Hanjin Heavy Industries & Construction (nyní HJ Shipbuilding & Construction) v Pusanu. První skupina člunů této třídy Batch I má zahrnovat 16 jednotek. V rámci prvního kontraktu byla objednána první série čtyř člunů. Na vodu byla spuštěna 28. července 2016. Její zařazení do služby je plánováno na polovinu roku 2017.
V červnu 2017 byla objednána stavba druhé čtyřkusové série této třídy. Plavidla mají být dodána do roku 2020. V pořadí druhá až čtvrtá jednotka (trupová čísla 212, 213 a 215) byly na vodu spuštěny 21. prosince 2018. K uzavření kontraktu na stavbu třetí čtyřkusové série došlo v říjnu 2019. Plavidla mají být dodána do roku 2020. Čtyři čluny (216–219) byly na vodu spuštěny 13. prosince 2019. Celkem tedy bylo objednáno šestnáct kusů první série (Batch I).
V listopadu 2022 byly u loděnice HJ Shipbuilding & Construction objednány první čtyři čluny patřící k vylepšené druhé sérii této třídy (Batch II). V roce 2023 byly objednány další čtyři jednotky druhé série. V lednu 2025 média informovala o objednávce dalších čtyř plavidel druhé série. Počet objednaných plavidel druhé série se tak zvýšil na dvanáct.
Jednotky třídy Chamsuri 211:
| Jméno        | Série    | Spuštěna          | Vstup do služby   | Status   |
| ------------ | -------- | ----------------- | ----------------- | -------- |
| Chamsuri-211 | Batch I  | 28. července 2016 | 1. listopadu 2017 | aktivní  |
| Chamsuri-212 | Batch I  | 21. prosince 2018 | 28. listopad 2019 | aktivní  |
| Chamsuri-213 | Batch I  | 21. prosince 2018 | 18. prosince 2019 | aktivní  |
| Chamsuri-215 | Batch I  | 21. prosince 2018 | 31. prosince 2019 | aktivní  |
| Chamsuri-216 | Batch I  | 13. prosince 2019 | 20. října 2020    | aktivní  |
| Chamsuri-217 | Batch I  | 13. prosince 2019 | 28. dubna 2021    | aktivní  |
| Chamsuri-218 | Batch I  | 13. prosince 2019 | 28. dubna 2021    | aktivní  |
| Chamsuri-219 | Batch I  | 13. prosince 2019 | 28. dubna 2021    | aktivní  |
| Chamsuri-221 | Batch I  | 29. prosince 2020 | 15. července 2022 | aktivní  |
| Chamsuri-222 | Batch I  | 29. prosince 2020 | 23. prosince 2021 | aktivní  |
| Chamsuri-223 | Batch I  | 29. prosince 2020 | 27. prosince 2021 | aktivní  |
| Chamsuri-225 | Batch I  | 29. prosince 2020 | 28. prosince 2021 | aktivní  |
| Chamsuri-226 | Batch I  | 12. května 2022   | 1. prosince 2022  | aktivní  |
| Chamsuri-227 | Batch I  | 12. května 2022   | 12. prosince 2022 | aktivní  |
| Chamsuri-228 | Batch I  | 12. května 2022   | 20. prosince 2022 | aktivní  |
| Chamsuri-229 | Batch I  | 12. května 2022   | 26. prosince 2022 | aktivní  |
|              | Batch II |                   |                   | objednán |
|              | Batch II |                   |                   | objednán |
|              | Batch II |                   |                   | objednán |
|              | Batch II |                   |                   | objednán |
|              | Batch II |                   |                   | objednán |
|              | Batch II |                   |                   | objednán |
|              | Batch II |                   |                   | objednán |
|              | Batch II |                   |                   | objednán |
|              | Batch II |                   |                   | objednán |
|              | Batch II |                   |                   | objednán |
|              | Batch II |                   |                   | objednán |
|              | Batch II |                   |                   | objednán |

## Konstrukce
Třídy Chamsuri 211 nesou jeden 76mm kanón K-76L/62 (kopii zbrojovky OTO Melara Super Rapid) v dělové věži na přídi, dva 12,7mm kulomety ve zbraňových stanicích. Údernou výzbrojí budou naváděné lehké protilodní střely ráže 130mm, od výrobce LIG Nex1, nesené v počtu 12 kusů. Střely mají dosah více než 20 km. Plavidlo jimi dokáže postřelovat tři cíle najednou. Budou vybavena domácím bojovým řídícím systémem a systémem řízení palby K-6. Pohonný systém je koncepce CODAG. Tvoří ho dva diesely Caterpillar C32 a dvě turbíny General Electric LM500 o výkonu 6000 shp, pohánějící plavidlo prostřednictvím tří vodních trysek. Nejvyšší rychlost dosáhne 40 uzlů.